# 共和十年宪法
共和十年宪法是于法国共和十年（1802年）在法国颁布的一部宪法。该宪法修正了共和八年宪法，修改调整了执政府方面的内容，使得拿破仑·波拿巴成为终身第一执政。
根据宪法，第一执政的权力被大大加强。首先，只有第一执政拥有批准条约的权力。其次，第一执政还拥有任命护宪元老院中的议员的权力以及赦免权。
护宪元老院的权力得到增强，但同时立法院和护民院的权力被削减。护宪元老院有权修改宪法、采取一些特别措施（比如解散立法院和护民院）
两年后，宪法得到修正，最终形成了共和十二年宪法。共和十二年宪法建立了法兰西第一帝国，皇帝为拿破仑。